# Serra d'O Eixe

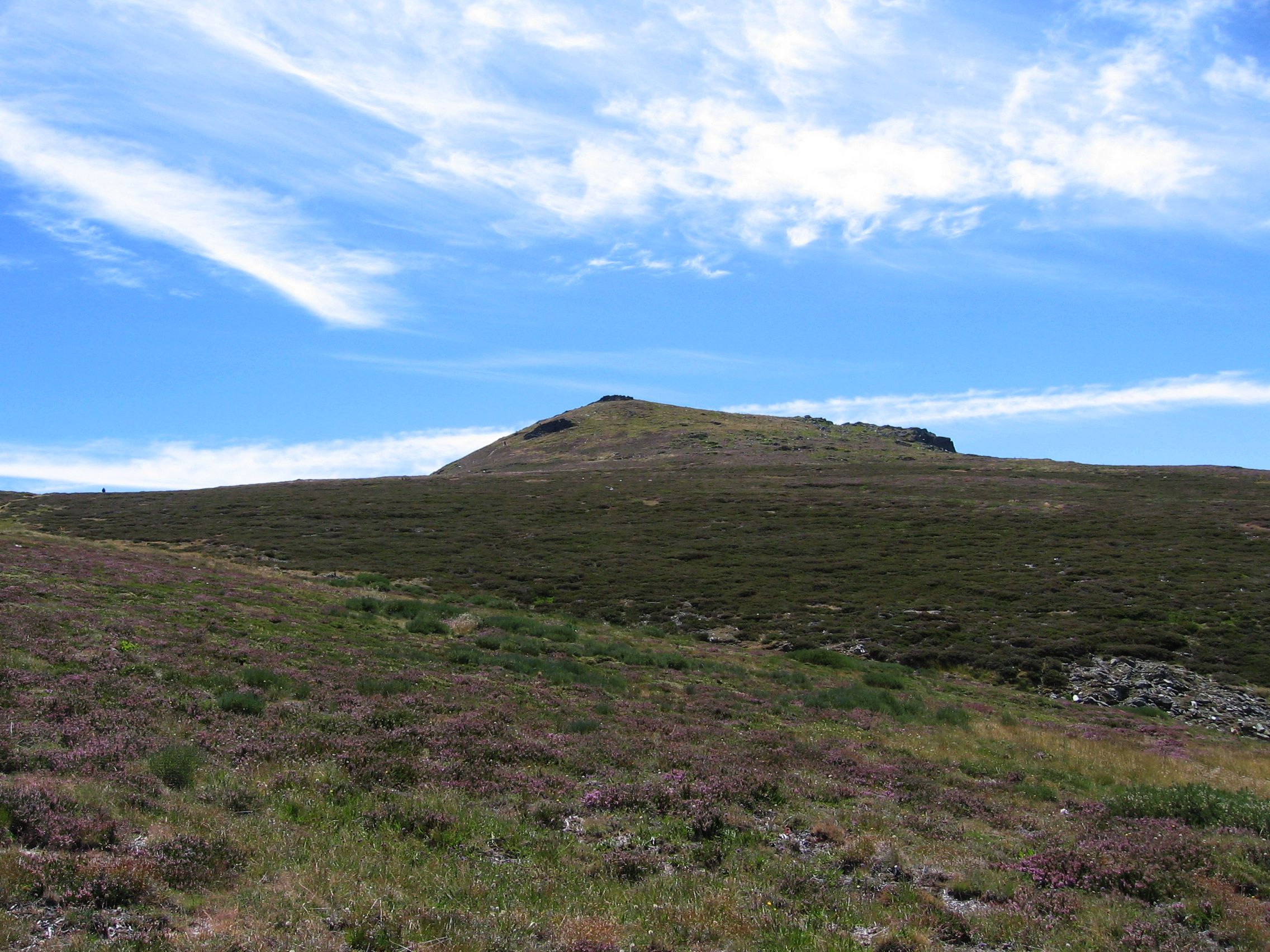
Vista de Pena Trevinca, cim més alt de la serra.

La serra d'O Eixe (en gallec: Serra do Eixe) és una cadena muntanyosa situada a l'est de Galícia, entre els municipis d'A Veiga i Carballeda de Valdeorras. Forma part del massís de Pena Trevinca.

## Característiques
S'hi troben les muntanyes més elevades de Galícia: Pena Trevinca amb 2.127 metres, Pena Negra amb 2.121 metres, i Pena Surbia amb 2.116 metres. Separa les conques del riu Xares i del riu Sil. Té un gran interès natural, amb un bosc de teixos únic a Europa i valls glacials. A més, l'aldea de Xares té un gran valor arquitectònic i etnogràfic. Part de la serra està inclosa com lloc d'importància comunitària proposat per a la Xarxa Natura 2000. Es troba molt danyada per les explotacions de pissarra i amenaçada per la construcció de parcs eòlics. Limita amb un parc natural de Sanabria, a la província de Zamora, però la Xunta de Galicia no té cap projecte de creació d'un parc similar en territori gallec. No obstant, els seus atractius han propiciat inversions en turisme rural i de natura i en la declaració d'A Veiga com a municipi turístic de Galícia.